# Етельберт (король Сассексу)
Етельберт (*Æthelbert, Æthelbryht, Adelbertus, Ethelbertus, Ethilbercht, д/н —757) — король Сассексу в 717/722—757 роках.

## Життєпис
Походив з Вессекської династії. Син Етельстан, підкороля Сассексу, та Етельтріти. По матері був родичем короля Нотгельма. Можливо після смерті останнього близько 717 року отримав титул короля. Втім з огляду на малий вік державою керував його батько.
Правління Етельберта фактично почалося між 722 та 725 роками. Перша грамота з іменем цього короля належить до 733 року. Етельберт намагався домогтися повної самостійності від Вессексу. В цьому розраховував на союз з Мерсією. 733 року після поразки Вессексу від Мерсії Етельберт здобув самостійність. У 740 році підтримав Мерсію проти Кутреда, короля Вессексу, який повстав проти Мерсії. Однією з грамот Етельберт дарував землю під будівництво монастиря в Віттерінзі.
У 747 році брав участь у церковному соборі Кловешо. 753 році виступив проти Вессексу, що відновив потугу та звільнився від мерсійської залежності. Результати війни напевне невідомі, але Сассекс певніше зазнав невдачі. Помер близько 757 року. Йому спадкував Осмунд.